# Греко-киргизские отношения
Греческо-киргизские отношения — дипломатические отношения между Грецией и Кыргызстаном. Обе страны установили дипломатические отношения в 1992 году. Греция представлена в Кыргызстане через своё посольство в Астане. Кыргызстан представлен в Греции через посла-нерезидента в Бишкеке (в Министерстве иностранных дел). Интересы Кыргызстана в Греции представляет посольство Казахстана в Афинах. Территория нынешнего Кыргызстана была заселена скифами и была завоёвана Александром Македонским.

## Официальные визиты
В 2002 году заместитель министра иностранных дел Кыргызстана Асанбек Осмоналиев совершил визит в Грецию, чтобы обсудить перспективы двустороннего политического сотрудничества и возможности организации официального визита президента Кыргызстана Аскара Акаева в Грецию.
С 31 октября по 2 ноября 2004 года президент Кыргызстана Аскар Акаев совершил официальный визит в Грецию для встречи с президентом Греции Константиносом Стефанопулосом. Акаев сказал: «Прошло 12 лет с момента установления дипломатических отношений между двумя странами, и это хорошее начало для построения тесного и эффективного сотрудничества. У нас есть хорошие перспективы поднять киргизско-греческие отношения на более высокий уровень и расширить отношения на международной арене. Цель моего визита — вывести наши отношения на новый качественный уровень и заложить основы их правовой базы путем подписания двусторонних документов».
Министр иностранных дел Дора Бакояннис встретилась с министром иностранных дел Таджикистана Зарифи во время 1-го форума ЕС-Центральная Азия по вопросам безопасности в Париже в сентябре 2008 года.

## Эмиграция
В Кыргызстане по некоторым подсчётам от 650 до 700 греков, однако данные Генерального секретариата по делам греков за рубежом дают ещё меньшую цифру, согласно которой в Кыргызстане проживают 50 греков.

## Двусторонние соглашения
В 2004 году Греция и Кыргызстан подписали двустороннее соглашение о воздушном транспорте, туризме и дипломатии во время визита президента Кыргызстана Аскара Акаева в Грецию, а также протокол о сотрудничестве между внешнеполитическими ведомствами.